# Gladiolus abbreviatus
Gladiolus abbreviatus är en irisväxtart som beskrevs av Henry Charles Andrews. Gladiolus abbreviatus ingår i släktet sabelliljor, och familjen irisväxter. Inga underarter finns listade i Catalogue of Life.